# Tropanový alkaloid

Strukturní vzorec tropanu, základu tropanových alkaloidů

Strukturní vzorec atropinu

Tropanový alkaloid je název typu alkaloidů, které se vyskytují v řadě druhů dvouděložných rostlin, většinou z čeledí lilkovitých (Solanaceae), či rudodřevovitých (Erythroxylaceae). 
Jejich charakteristickým rysem je skutečnost, že dusík obsahující část molekuly tvoří heterocyklický alkohol tropanol, nebo jeho deriváty, které se vážou ve formě esteru na některou z aromatických karboxylových kyselin: kyselinu tropovou, mandlovou nebo benzoovou.
Všechny tropanové alkaloidy patří mezi velmi prudké jedy. Řada z nich byla jako jed nebo i léčivo používána většinou ve formě rostlinných drog (čerstvých nebo sušených) již ve starověku.

## Přehled tropanových alkaloidů
- atropin
- L-hyoscyamin
- skopolamin
- apoatropin
- belladonin
- kokain

## Původ jména
Název tropanový alkaloid byl odvozen od nejdéle známého představitele toho typu sloučenin, alkaloidu atropinu.